# Sharmeen Obaid-Chinoy
Sharmeen Obaid-Chinoy (en ourdou شرمین عبید چنائے), née le 12 novembre 1978, est une journaliste et réalisatrice pakistanaise.

## Filmographie

### Cinéma
- 2012 : Saving Face (court-métrage)
- 2015 : A Girl in the River: The Price of Forgiveness (court-métrage)
- 2027 : Star Wars: New Jedi Order

### Télévision
- 2022 : Miss Marvel (2 épisodes)

## Nominations et récompenses
- 2016 : Oscar du meilleur court métrage (documentaire) pour A Girl in the River: The Price of Forgiveness